# Prawa pacjenta
Prawa pacjenta – określenie powszechnie używane zarówno w polskim języku prawnym, jak i języku prawniczym. Podobnie jest również w innych krajach członkowskich Unii Europejskiej i krajach spoza UE. Celem koncepcji praw pacjenta jest ochrona autonomii (wolności) pacjenta przed ingerencją ze strony innych podmiotów (aspekt negatywny), ale również prawo domagania się słusznie przynależnych warunków realizacji tych praw (aspekt pozytywny).

## Kategorie praw pacjenta
W polityce zdrowotnej tradycyjnie wyróżnia się dwie kategorie praw pacjenta:
- prawa o charakterze społecznym (relacje pacjent – państwo / władza publiczna)
- prawa o charakterze podmiotowym (prawa indywidualne pacjenta).

## Dokumenty gwarantujące prawa pacjenta
W polskim ustawodawstwie prawa pacjenta są zagwarantowane w:
- Konstytucji Rzeczypospolitej Polskiej z dnia 2 kwietnia 1997 r. (Dz.U. z 1997 r. nr 78, poz. 483, z późn. zm.)
- ratyfikowanych umowach międzynarodowych
  - Karta Praw Pacjenta z 1984 r. wydana z inicjatywy Parlamentu Europejskiego Wspólnoty Europejskiej
  - Deklaracja Promocji Praw Pacjenta w Europie z 1994
  - Europejska Karta Praw Pacjenta
  - Międzynarodowy Pakt Praw Obywatelskich i Politycznych z dnia 19 grudnia 1966 r. (Dz.U. z 1977 r. nr 38, poz. 167; dalej jako: Pakt)
  - Konwencja o Ochronie Praw Człowieka i Podstawowych Wolności z 1950 (ratyfikowana przez Polskę 2 października 1992)
- Ustawie z dnia 6 listopada 2008 r. o prawach pacjenta i Rzeczniku Praw Pacjenta (Dz.U. z 2024 r. poz. 581, dalej: ustawa)
- aktach wykonawczych.

## Prawa pacjenta w Polsce
W Polsce przez wiele lat źródłem normatywnym praw pacjenta były różne akty prawne. Brak całościowego, jednolitego ujęcia tego problemu był powodem znacznych utrudnień przy ustalaniu rzeczywistych uprawnień pacjenta. Pacjenci mieli problemy z poznaniem swoich praw, nie mogli zatem ich artykułować i skutecznie dochodzić. 
Stowarzyszenie Pacjentów Primum Non Nocere, które powstało w 1998 roku, rozpoczęło działania dla zmiany prawa i zobligowania państwa do niesienia pomocy osobom poszkodowanym w wyniku błędów i wypadków medycznych. Stowarzyszenie domagało się:
1/  powołania przez Parlament, instytucji Rzecznika Pacjenta, który w sposób niezależny od ministra zdrowia ma monitorować funkcjonowanie systemu ochrony zdrowia;
2/ wprowadzenia na wzór skandynawski ubezpieczeń od złych następstw leczenia, bez obowiązku dowodzenia winy lekarza;
3/ utworzenia programu pomocy dla osób poszkodowanych w wyniku błędów i wypadków medycznych.
Protesty poszkodowanych skupionych w tej organizacji dały początek zmianom prawa dotyczącego błędów i wypadków medycznych w Polsce. W 1999 roku w wyniku uzgodnień  Stowarzyszenia Primum Non Nocere i ministra zdrowia, powołano Rzeczników Praw Pacjenta przy kasach chorych
W 2002 roku Mariusz Łapiński ówczesny  minister zdrowia, powołał Biuro Praw Pacjenta, na miejsce biura skarg i wniosków. Dyrektorem Biura została Krystyna Barbara Kozłowska.
Na początku 2008 wniesiono do laski marszałkowskiej pakiet projektów ustaw dotyczących założeń systemu ochrony zdrowia, w tym m.in. projekt ustawy o ochronie indywidualnych i zbiorowych praw pacjenta oraz o Rzeczniku Praw Pacjenta (druk sejmowy nr 283). Pierwsze czytanie projektu odbyło się na posiedzeniu Sejmu w dniach 26–27 marca 2008, w efekcie kolejnych prac Sejm przyjął 6 listopada 2008 ustawę o prawach pacjenta i Rzeczniku Praw Pacjenta (Dz.U. z 2009 r. nr 52, poz. 417, z późn. zm.).
Ustawa wyodrębnia ogólne i szczegółowe prawa pacjenta. Katalog praw jest rozbudowany i obejmuje:
1. prawo do świadczeń zdrowotnych:
a) odpowiadających wymaganiom aktualnej wiedzy medycznej
b) do przejrzystej, obiektywnej, opartej na kryteriach medycznych procedury ustalającej kolejność dostępu do tych świadczeń
c) do zasięgnięcia opinii innego lekarza, pielęgniarki, położnej lub zwołania konsylium lekarskiego
d) do natychmiastowego udzielenia świadczeń zdrowotnych ze względu na zagrożenie zdrowia lub życia
2. prawo do informacji:
a) o stanie zdrowia, rozpoznaniu, proponowanych oraz możliwych metodach diagnostycznych i leczniczych, dających się przewidzieć następstwach ich zastosowania albo zaniechania, wynikach leczenia oraz rokowaniu, w tym żądania pełnej informacji
b) o stanie zdrowia, w zakresie koniecznym do sprawowania opieki pielęgnacyjnej
c) w zakresie niezbędnym do wyrażenia zgody
d) o prawach pacjenta
e) o rodzaju i zakresie udzielnych przez dany podmiot świadczeń zdrowotnych
3. prawo żądania nieudzielania przez lekarza informacji w zakresie wskazanym przez pacjenta
4. prawo przedstawienia lekarzowi swojego zdania w zakresie otrzymanych informacji
5. prawo do dostatecznie wczesnej informacji o zamiarze odstąpienia przez lekarza od leczenia
6. prawo pacjenta do tajemnicy informacji z nim związanych
7. prawo do wyrażania zgody na udzielenie świadczeń zdrowotnych
8. prawo do poszanowania intymności i godności pacjenta
9. prawo do umierania w spokoju i godności
10. prawo do świadczeń zapewniających łagodzenie bólu i innych cierpień w stanie terminalnym
11. prawo dostępu do dokumentacji medycznej
12. prawo pacjenta do zgłaszania sprzeciwu wobec opinii albo orzeczenia lekarza
13. prawo do poszanowania życia prywatnego i rodzinnego:
a) do kontaktu osobistego, telefonicznego lub korespondencyjnego z innymi osobami
b) do dodatkowej opieki pielęgnacyjnej
c) do dodatkowej opieki pielęgnacyjnej sprawowanej nad pacjentką w warunkach ciąży, porodu i połogu
14. prawo do opieki duszpasterskiej
15. prawo do przechowania rzeczy wartościowych w depozycie
16. prawo wystąpienia do Rzecznika Praw Pacjenta.
Ustawa przewiduje możliwość ograniczenia korzystania z praw pacjenta (art. 5) czy ponoszenia opłat za realizację określonych praw (w art. 28 i 35). Ponadto ustawa używa sformułowania „zbiorowe prawa pacjenta” (art. 1 pkt 5, rozdział 13), ale nie definiuje tych praw.